# Baktun
Baktun – jednostka czasu w kalendarzu Majów składająca się z 20 katun, co odpowiada 144 000 dni. Według tzw. długiej rachuby, która rozpoczęła odliczanie czasu od 13 sierpnia 3114 roku p.n.e., mamy obecnie 14. baktun, który rozpoczął się 21 grudnia 2012 roku (13.0.0.0.0 według zapisu Majów). Ponieważ liczba 13 była przez Majów uważana za magiczną, szczególnie jeśli chodzi o liczenie czasu (używali oni trzynastkowego i dwudziestkowego systemu liczbowego), powstało wiele opinii, że wraz z tą datą nastąpi koniec świata.
| Część baktun | Jednostki długiej rachuby | Długa rachuba | Lata słoneczne | Dni     | Tun |
| ------------ | ------------------------- | ------------- | -------------- | ------- | --- |
| 1            | = 20 Katun                | = 1 Baktun    | ~ 395          | 144 000 | 400 |
| 1/20         | = 20 Tun                  | = 1 Katun     | ~ 20           | 7 200   | 20  |
| 1/360        | = 18 Uinal                | = 1 Tun       | ~ 1            | 360     | 1   |
| 1/7 200      | = 20 Kin                  | = 1 Uinal     |                | 20      |     |
| 1/144 000    | = 1 Kin                   |               |                | 1       |     |